# Юсупов, Рафик
Рафик Юсупов (24 августа 1966) — киргизский футболист, полузащитник. Выступал за сборную Кыргызстана.

## Биография
В советский период не выступал в соревнованиях команд мастеров. После образования независимого чемпионата Кыргызстана стал выступать в высшей лиге за клуб «Семетей» (Кызыл-Кия). Становился серебряным (1994) и бронзовым (1995) призёром чемпионата страны, обладателем Кубка Кыргызстана (1995). В 1995 году забил 14 голов в чемпионате Кыргызстана, занял четвёртое место в споре бомбардиров сезона и стал лучшим снайпером своего клуба.
В 1996 году вместе с большей частью игроков «Семетея» перешёл в «Металлург» (Кадамжай). В составе «Металлурга» завоевал золотые медали чемпионата и стал финалистом Кубка Кыргызстана 1996 года.
В 1997 году вернулся в «Семетей», где выступал до конца карьеры. Финалист Кубка Кыргызстана 1999 года.
Всего в высшей лиге Кыргызстана сыграл 177 матчей и забил 38 голов.
В национальной сборной Кыргызстана дебютировал в 31-летнем возрасте, 4 июня 1997 года в матче отборочного турнира чемпионата мира против Ирана. Двумя днями спустя, в своём втором матче стал автором гола в ворота сборной Мальдив. Всего за сборную сыграл 4 матча, все — в июне 1997 года в рамках того же турнира.
Дальнейшая судьба неизвестна.